# Корольков, Николай Кузьмич
Никола́й Кузьми́ч Королько́в (21 июля 1924, дер. Арсеньево, Орловская губерния — 24 декабря 1999, Москва) — советский государственный и общественный деятель.

## Биография
Родился в крестьянской семье. В 1939 году, будучи школьником, вступил в комсомол, был секретарём комитета комсомола школы, с 1941 — секретарём комитета ВЛКСМ города Костино.
В 1942—1947 годы служил в ВМФ, участник Великой Отечественной войны: участвовал в десантных операциях на Ладожском озере, в освобождении Риги. В 1946 году вступил в ВКП(б).
С 1947 года учился в Московском юридическом институте, окончил заочное отделение. С 1949 — заместитель председателя, председатель промышленной артели. С 1952 года — секретарь Мытищинского райисполкома, 1-й секретарь горкома комсомола. С 1954 — секретарь Московского комитета ВЛКСМ, в 1957—1959 — 1-й секретарь Московского областного комитета ВЛКСМ. С 1959 года — на партийной работе: — 1-й секретарь Балашихинского, с 1960 — Щелковского горкомов КПСС; в 1961—1968 — заведующий отделом оргпартработы Московского обкома партии. В 1968—1985 годы — заместитель председателя Мособлисполкома.
Одновременно занимал общественные должности: член президиума Союза спортивных обществ и организаций СССР (1959); председатель Президиума Федерации хоккея СССР (1973—1988); заместитель председателя (1985—1997), председатель (1997—1999) президиума Центрального совета ВООПИиК; 1-й заместитель президента межрегионального общественного фонда «Выдающиеся полководцы и флотоводцы Великой Отечественной войны 1941—1945 годов».
В 1990-е годы входил в руководство Народно-патриотического союза России.
Избирался делегатом XXI съезда КПСС (1959).
Похоронен на Кунцевском кладбище.

### Семья
Жена (с 1948) — Кармия Дмитриевна Землянова; дочери:
- Валерия (р. 1950);
- Лариса (р. 1956)[1].

## Публикации
- Корольков Н. К. Никто не освобождал нас от памяти / [Всерос. о-во охраны памятников истории и культуры]. — М.: Фонд им. И. Д. Сытина, 2000. — 261 с. — (Время. Эпоха. Люди). — 1000 экз. — ISBN 5-86863-133-1

## Награды
- Медаль «За оборону Ленинграда» (1943)[3]
- Медаль Нахимова (21.9.1945)[3]
- Медаль «За победу над Германией»
- Медаль «За освоение целинных земель» (1958)
- 2 ордена Трудового Красного Знамени (1966, 1971)
- Орден Знак Почета (1985)
- Орден Отечественной войны II степени (6.11.1985)[7]
- малая золотая и большая серебряная медали ВДНХ[1]
- медаль Всемирного Комитета защиты мира[1]